# Itapiranga (Amazonas)
Itapiranga é um município brasileiro localizado na Região Metropolitana de Manaus, no estado do Amazonas.

## Toponímia
"Itapiranga" é um termo de origem indígena que significa "pedra vermelha", através da junção dos termos tupi ou do nheengatu itá (pedra) e pyranga (vermelha).

## Geografia
Localiza-se na latitude 02º44'56" sul e longitude 58º01'19" oeste, estando a uma altitude de 43 metros. Sua população estimada em 2018 era de 9 064 habitantes.
Possui uma área de 4 249,629 km². Itapiranga é um município amazonense que se encontra em plena bacia hidrográfica do Rio Amazonas. É banhada tanto pelo Rio Urubu, quanto por um dos inúmeros paranás do Rio Amazonas: o chamado Paraná de Itapiranga.
Faz fronteira direta com Silves, bem como é próxima de São Sebastião do Uatumã , também é banhada pelo Rio Uatumã em sua margem direita, onde possui diversas comunidades até o limite com Presidente Figueiredo , no qual a pesca do tucunaré é bastante apreciada.

## Infraestrutura

### Saúde
O município possuía, em 2009, 4 estabelecimentos de saúde, sendo todos estes públicos municipais ou estaduais, entre hospitais, pronto-socorros, postos de saúde e serviços odontológicos. Neles havia 34 leitos para internação. Em 2014, 98,40% das crianças menores de 1 ano de idade estavam com a carteira de vacinação em dia. Em 2016, o índice de mortalidade infantil entre crianças menores de 5 anos foi de 16,05, indicando uma redução em comparação com 1995, quando o índice foi de 19,05 óbitos a cada mil nascidos vivos. Entre crianças menores de 1 ano de idade, a taxa de mortalidade aumentou de 9,52 (1995) para 10,70 a cada mil nascidos vivos, totalizando, em números absolutos, 40 óbitos nesta faixa etária entre 1995 e 2016. No mesmo ano, 30,48% das crianças que nasceram no município eram de mães adolescentes. Conforme dados do Sistema Único de Saúde (SUS), órgão do Ministério da Saúde, a taxa de mortalidade devido a acidentes de transportes terrestres não registrou nenhum óbito neste indicador, entre 1995 e 2016, mantendo o mesmo resultado de anos anteriores. Ainda conforme o SUS, baseado em pesquisa promovida pelo Sistema de Informações Hospitalares do DATASUS, não houve em Itapiranga nenhuma internação hospitalar relacionada ao uso abusivo de bebidas alcoólicas e outras drogas, entre 2008 e 2017.
Em 2016, 50% das mortes de crianças com menos de um ano de idade foram em bebês com menos de sete dias de vida. Óbitos ocorridos em crianças entre 7 e 27 dias de vida não foram registrados. Outros 50% dos óbitos foram em crianças entre 28 dias e um ano de vida. No referido período, houve 2 registros de mortalidade materna, que é quando a gestante entra em óbito por complicações decorrentes da gravidez. O Ministério da Saúde estima que 100% das mortes que ocorreram em 2016, entre menores de um ano de idade, poderiam ter sido evitadas, especialmente se a gestante tivesse uma atenção mais adequada durante a gestação e se cuidados com saúde básica fossem mais aplicados. Cerca de 94,8% das crianças menores de 2 anos de idade foram pesadas pelo Programa Saúde da Família em 2014, sendo que 0,1% delas estavam desnutridas.
Até 2009, Itapiranga possuía 4 estabelecimentos de saúde especializados em clínica médica, obstetrícia, pediatria e traumato-ortopedia, e nenhum estabelecimento de saúde com especialização em psiquiatria ou cirurgia bucomaxilofacial. Dos 4 estabelecimentos de saúde, apenas 1 deles era com internação. Até 2016, havia 7 registros de casos de HIV/AIDS, sendo que a taxa de incidência, em 2016, era de 0 casos a cada 100 mil habitantes, e a mortalidade, em 2016, 0 óbitos a cada 100 mil habitantes. Entre 2001 e 2012 houve 118 casos de doenças transmitidas por mosquitos e insetos, sendo a principal delas a dengue e a leishmaniose.